# Cronoscalata Gardone Val Trompia-Prati di Caregno
La Cronoscalata Gardone Val Trompia-Prati di Caregno és una competició ciclista italiana d'un sol dia que es disputa anualment a Gardone Val Trompia a la Província de Brescia. Creada el 1984, de 2005 a 2009 va formar part del circuit de l'UCI Europa Tour, amb una categoria 1.2.

## Palmarès
| Any  | Vencedor             | Segon               | Tercer                 |
| ---- | -------------------- | ------------------- | ---------------------- |
| 1984 | Flavio Giupponi      |                     |                        |
| 1985 | Filippo Pietta       |                     |                        |
| 1986 | Luigi Botteon        |                     |                        |
| 1987 | Stefano Bianchini    |                     |                        |
| 1988 | Gianluca Tonetti     |                     |                        |
| 1989 | Ivan Gotti           |                     |                        |
| 1990 | Wladimir Belli       |                     |                        |
| 1991 | Carlo Benigni        |                     |                        |
| 1992 | Vincenzo Galati      |                     |                        |
| 1993 | Daniele Pontoni      |                     |                        |
| 1994 | Gianluca Tonetti     |                     |                        |
| 1995 | Marco Della Vedova   |                     |                        |
| 1996 | Mauro Zanetti        |                     |                        |
| 1997 | Massimo Codol        |                     |                        |
| 1998 | Igor Pugaci          |                     |                        |
| 1999 | Paolo Bertoglio      |                     |                        |
| 2000 | Ramon-Manuel Bianchi | Lorenzo Zanetti     |                        |
| 2001 | Matteo Busatti       | Massimiliano Maisto |                        |
| 2002 | Luca Celestini       | Andrea Giupponi     | Massimo Demarin        |
| 2003 | Simone Roveyaz       | Sergio Ghisalberti  | Marco Marzano          |
| 2004 | Sergio Ghisalberti   | Marco Marzano       | Ruslan Pidgornyy       |
| 2005 | Branislau Samòilau   | Cristian Ghilardini | Luigi Sestili          |
| 2006 | Simone Stortoni      | Michele Gaia        | Aliaxandr Paulukuvich  |
| 2007 | Bruno Rizzi          | Luca Gasparini      | Gabriele Graziani      |
| 2008 | Robert Vrečer        | Luca Gasparini      | Stefano Locatelli      |
| 2009 | Stefano Di Carlo     | Stefano Locatelli   | Diego Zanco            |
| 2010 | Alessio Marchetti    | Manuele Boaro       | Adam Semple            |
| 2011 | Stefano Di Carlo     | Julián Arredondo    | Kanstantsin Klimiankou |
| 2012 | Patrick Facchini     | Alessio Marchetti   | Stefano Di Carlo       |
| 2013 | Gianfranco Zilioli   | Simone Sterbini     | Stefano Nardelli       |
| 2014 | Ilia Koshevoy        | Giulio Ciccone      | Stefano Nardelli       |
| 2015 | Paolo Brundo         | Giulio Ciccone      | Stefano Nardelli       |
| 2016 | Andrea Garosio       | Edward Ravasi       | Alberto Amici          |
| 2017 | Alberto Amici        | Aleksandr Vlàssov   | Michele Gazzara        |